# Ageratum
Ageratum is een geslacht van ongeveer veertig soorten  uit de composietenfamilie. (Asteraceae of Compositae). De naam is afgeleid van het Griekse 'ageratos', dat 'niet-oud' of 'eeuwig jong' betekent. De soorten komen voor in (sub)tropisch Amerika.
Het geslacht bestaat uit eenjarige en vaste planten.
De planten vormen pollen. Ze worden tot 75 cm hoog. De bladeren zijn tegenoverstaand. De randen zijn licht getand of gezaagd. De bladeren vormen compacte groepjes.
De donzige, 0,5 tot 1 cm grote bloemen zijn lavendelkleurig, roze, lila of wit en gerangschikt in kleine compacte schermen of tuiten.
De vruchten zijn klein en droog. Ze worden vanwege hun bloemen gekweekt, vooral Ageratum houstonianum. Ze doen het goed als borderplant of in rotstuinen.

Ageratum houstonianum
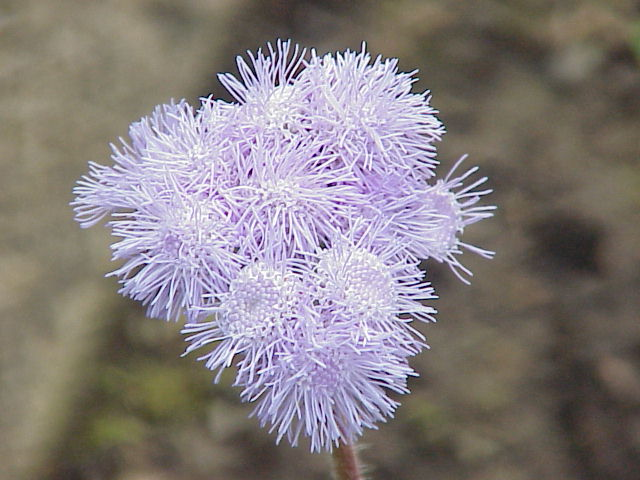
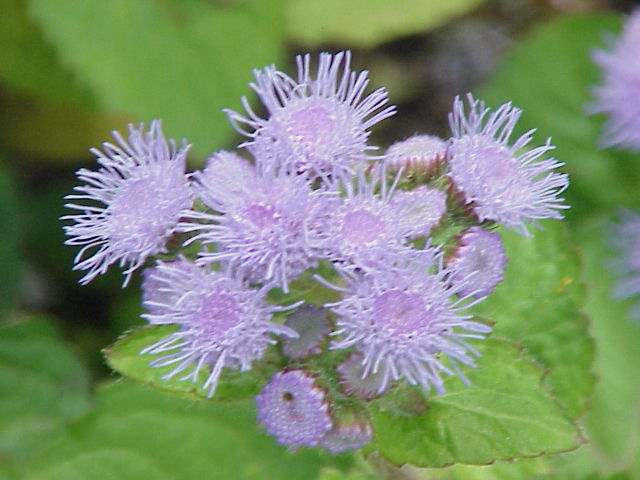
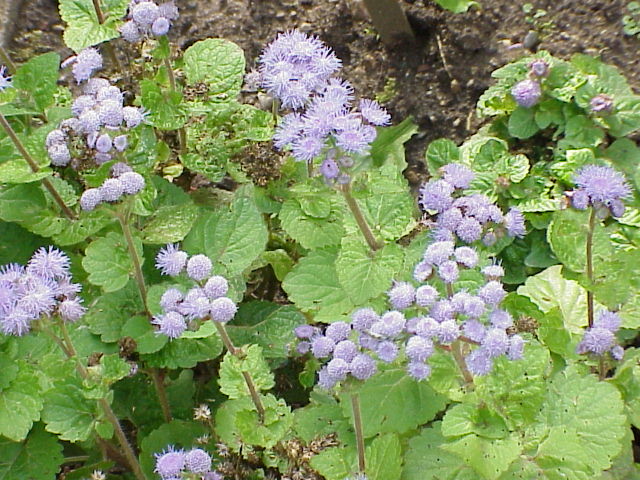
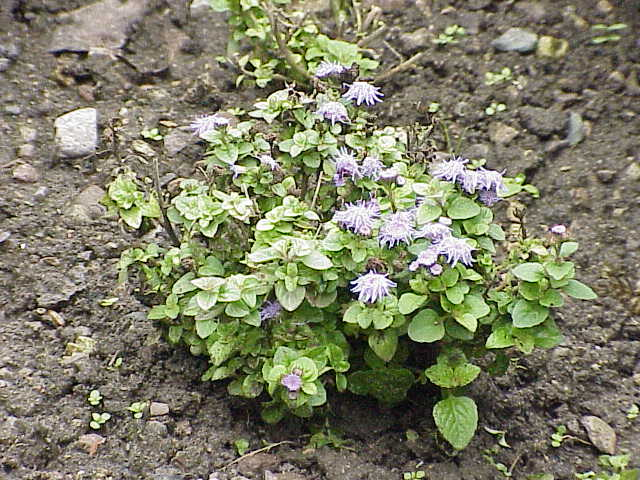
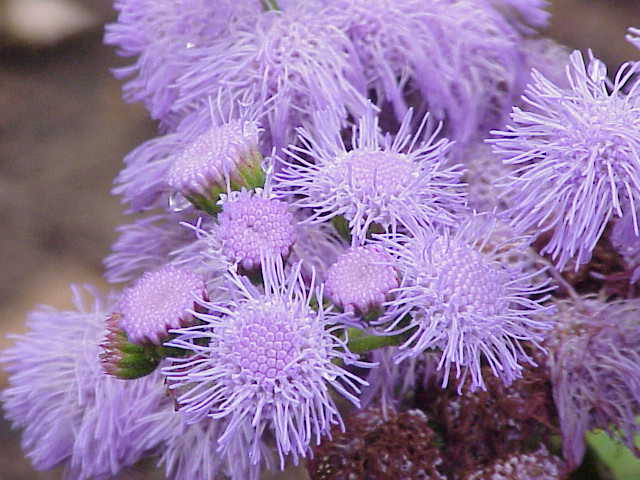

## Soorten
- Ageratum albidum Hemsl.
- Ageratum ballotifolium (Maguire, Steyerm. & Wurdack) R.M.King & H.Rob.
- Ageratum candidum G.M.Barroso
- Ageratum chiriquense (B.L.Rob.) R.M.King & H.Rob.
- Ageratum chortianum Standl. & Steyerm.
- Ageratum conyzoides L.
- Ageratum cordatum (S.F.Blake) L.O.Williams
- Ageratum corymbosum Zuccagni
- Ageratum echioides Hemsl.
- Ageratum elassocarpum S.F.Blake
- Ageratum ellipticum B.L.Rob.
- Ageratum fastigiatum (Gardner) R.M.King & H.Rob.
- Ageratum gaumeri B.L.Rob.
- Ageratum grossedentatum Rzed.
- Ageratum guatemalense M.F.Johnson
- Ageratum hondurense R.M.King & H.Rob.
- Ageratum houstonianum Mill.
- Ageratum iltisii R.M.King & H.Rob.
- Ageratum littorale A.Gray
- Ageratum lundellii R.M.King & H.Rob.
- Ageratum maritimum Kunth
- Ageratum microcarpum (Benth.) Hemsl.
- Ageratum microcephalum Hemsl.
- Ageratum molinae R.M.King & H.Rob.
- Ageratum munaense R.M.King & H.Rob.
- Ageratum myriadenium (Sch.Bip. ex Baker) R.M.King & H.Rob.
- Ageratum paleaceum (J.Gay ex DC.) Hemsl.
- Ageratum peckii B.L.Rob.
- Ageratum petiolatum (Hook. & Arn.) Hemsl.
- Ageratum platylepis (B.L.Rob.) R.M.King & H.Rob.
- Ageratum platypodum B.L.Rob.
- Ageratum riparium B.L.Rob.
- Ageratum rugosum J.M.Coult.
- Ageratum salvanaturae B.Smalla & N.Kilian
- Ageratum solisii B.L.Turner
- Ageratum standleyi B.L.Rob.
- Ageratum tehuacanum R.M.King & H.Rob.
- Ageratum tomentosum (Benth.) Hemsl.

Er zijn veel cultivars ontwikkeld. Enkele hiervan zijn:
- Ageratum 'Blaukissen'
- Ageratum 'Dondoschnittperle'
- Ageratum 'Old Grey'
- Ageratum 'Schittwunder'

- Ageratum houstonianum 'Adriatic'
- Ageratum houstonianum 'Bavaria'
- Ageratum houstonianum 'Blauwe wolken'
- Ageratum houstonianum 'Blue Blazer'
- Ageratum houstonianum 'Blue Bouquet'
- Ageratum houstonianum 'Blue Carpet'
- Ageratum houstonianum 'Blue Danube'
- Ageratum houstonianum 'Blue Horizon'
- Ageratum houstonianum 'Blue Mink'
- Ageratum houstonianum 'Hawaii White'
- Ageratum houstonianum 'Kwekersblauw'
- Ageratum houstonianum 'Nordmeer'